# Suka Menak
Suka Menak is een bestuurslaag in het regentschap Tasikmalaya van de provincie West-Java, Indonesië. Suka Menak telt 8437 inwoners (volkstelling 2010).